# Krasnogvardějský rajón (Bělgorodská oblast)
Krasnogvardějský rajón (rusky Красногвардейский район) je jedním z rajónů Bělgorodské oblasti v Rusku. Jeho administrativním centrem je město Birjuč. V roce 2016 zde žilo 37 527 obyvatel. Skládá se z 15 samosprávných obecních obvodů, z toho je jeden městský a 14 vesnických.

## Poloha
Leží na východě Bělgorodské oblasti. Sousední rajóny jsou: Alexejevský, Krasněnský, Novooskolský, Valujský, Vejdělevský a Volokonovský.